# Ussurijsk
Ussurijsk (russisk: Уссурийск, tr. Ussurijsk) er en by i Primorskij kraj i Fjernøstlige føderale distrikt i Den Russiske Føderation. Byen ligger omkring 100 km nord for Vladivostok og har 179.862(2023) indbyggere.